# Ipoplasia mascellare
L'ipoplasia mascellare è un sottosviluppo dell'osso mascellare, che produce una retrusione della regione mediana del volto e crea l'illusione di una protuberanza della mandibola. È associata alla sindrome di Crouzon, alla sindrome di Angelman, nonché alla sindrome alcolica fetale. Può anche essere associata alla cheiloschisi. Alcune persone potrebbero svilupparla per via di estrazioni dentali mediocri.

## Segnali e sintomi
Il sottosviluppo dell'osso mascellare dà alla parte mediana della faccia un aspetto incavato e fa sembrare che la mandibola sporga, anche se è anatomicamente normale. Ciò rende difficile mangiare e può provocare futuri problemi al paziente, ad esempio la restrizione ai condotti nasofaringei, che possono poi portare a dolori alla schiena, al collo e indolenzimento delle mani e delle braccia, dovuti a una postura della testa costantemente in avanti. Questa restrizione può anche portare ad apnee notturne e a russare. L'apnea notturna può portare, tra gli altri, a problemi cardiaci, problemi endocrini, aumento di peso e problemi cognitivi.

## Trattamento
Il trattamento più comune per correggere questo disturbo è la chirurgia. Comporta il riposizionamento della mascella per allinearla con la mandibola, per avere simmetria. È meglio effettuarla durante l'infanzia, per permettere alla mascella di recuperare e di svilupparsi. L'intervento può essere effettuato in consultazione con un ortodontista che lavora sul riposizionamento dei denti nella bocca.

### Recupero
Il tempo di recupero in seguito all'intervento dipende dall'entità dell'intervento stesso. Ai pazienti di solito viene consigliato di mangiare solo cibi morbidi per alcuni, o talvolta settimane, per lasciare alla mascella e alla mandibola tempo di guarire. Sono anche necessari dei controlli regolari con il dottore per monitorare spostamenti delle ossa, segni di infezioni, o altri problemi.